# Río Alfambra
El río Alfambra es un curso de agua del este de la península ibérica, afluente del Turia. El río, que discurre por la provincia española de Teruel, depende administrativamente de la Confederación Hidrográfica del Júcar, como toda la cuenca del Turia. 

## Curso
Nace en la sierra de la Moratilla, en la cumbre de Peñarroya a unos 2000 m de altitud, en la provincia de Teruel. En un recorrido sinuoso, primero al norte y luego al sur, sus avenidas ocasionales causan graves daños en las huertas de las pequeñas poblaciones por donde transcurre. El río discurre por las poblaciones de Galve, Villalba Alta, Orrios y Alfambra, además de por Peralejos, Cuevas Labradas, Villalba Baja, Tortajada y Teruel donde se une al río Turia. 
Su caudal es escaso y su régimen irregular, con fuertes crecidas a finales del invierno, primavera y otoño. No cuenta con embalses o presas. 
Aparece descrito en el primer volumen del Diccionario geográfico-estadístico-histórico de España y sus posesiones de Ultramar de Pascual Madoz con las siguientes palabras:

ALFAMBRA: r. de la prov. de Teruel: tiene su origen en la sierra de Gudar frente al Monegro de Valdelinares de dos fuentes, dist. entre sí 1/2 leg., llamada la una Cuba de Sta. Isabel, y la otra el Cubo de Sta Quiteria. La primera, que nace en la partida de Sollavientos debajo de la ermita de Sta. Isabel en el térm. del l. de Allepuz, 3 horas mas arriba de la sit. de este, corre en diferentes direcciones entre el N. y O. poco mas de una leg., y viene á parar al pie del cerro en que se halla sit. el l. de Gudar, en cuyo punto por la parte del S., se reune con la segunda que nace dos horas mas arriba de dicho l. de Gudar en su térm. y partida llamada de Motorrita. Aquella tiene de continuo sobre tres tejas de aguas que se aumenta ó disminuye, segun la mayor ó menor cantidad de nieves que caen en el invierno en aquellos alrededores, y en los altos contiguos denominados Alto del Prado, Tarrascon, la Zaragozana, el Molar, Hoya Bella y otros, y llamándose r. de Allepuz; antes de llegar al cerro que se ha dicho, tiene una presa por la que, aunque mal construida, se toma una acequia con cuyas aguas se da impulso á las ruedas de un batan y dos molinos harineros inmediatos á Allepuz; la llamada Cubo de Sta. Quiteria, aunque de menos caudal, tiene tambien el suficiente para mover, antes de llegar al pie del repetido cerro, otros dos molinos y un batan que hay debajo del l. de Gudar: se llama asimismo r. de Gudar, y unidos ambos en el punto que se ha espresado toman el nombre de r. Alfambra: su caudal ya entonces es muy regular y no puede vaderase sin el auxilio de una caballeria, ó de algunos maderos que los natarales del pais colocan para facilitar su paso y el de sus ganados. Desde el mencionado punto enpieza á describir su curso hácia el O. introduciéndose en el térm. de Allepuz por espacio de una hora ó 1 y 1/4, y pasa á los de Jorcas, Ababux, Aguilar, Galbe, donde dejando en esta misma direccion á Perales, la cambia al S. hácia Villalba alta, Alfambra, de cuya v. toma el nombre, Paralejos, Cuebas, Villalba la Baja, Tortajada y Teruel en cuyo térm. á 1/2 hora de dist. de la c. deposita sus aguas en el Guadalaviar, que baja de la sierra de Albarracin siempre mas caudaloso que Alfambra. Alli sin embargo ya varia tambien aquel de nombre tomando el de r. Túria, si bien continúa usando indistintamente entrambos hasta llegar al reino de Valencia, que pierde enteramente el de Guadalaviar, y se conoce solo con el de Túria. Tiene el r. Alfambra tres puentes de piedra, uno en el térm. de Galbe, de 100 palmos de largo y 25 de alto de dos ojos ó arcadas; otro en el de Cuevas de un solo arco muy ancho y elevado, y otro en el de Teruel con 3 arcos de bastante elevacion el del medio y mas bajos los colaterales: su construccion es ant., pero se halla bien conservado, se conoce con el nombre de puente del Cubo y está en la carretera que conduce de Teruel á Zaragoza, 1/2 cuarto de leg. antes del desagüe del repetido r. Alfambra. En su descenso de 14 leg. que corre describiendo un semicírculo, se enriquece con las aguas de varios arroyos y fuentes, y entre estas con las termales de la llamada del Berro, que aunque de alguna virtud son poco usadas; da movimiento á algunos molinos harineros y batanes en Jorcas, Ababux, Aguilar y Galbe: y fertiliza las tierras de los pueblos por donde se ha dicho que discurre. Las tierras que generalmente riega son prados naturales: tambien lo hace de alguno artificial; pero son pocos y no se conoce en ellos otra semilla que alfalfa y panizo tierno para forrage. Asimismo riega hortalizas para el consumo de los hab., quienes se dedican con preferencia á la prod. de la patata. De pocos años á esta parte en los pueblos altos se han dedicado á la siembra de cáñamo, y si continuan haciéndolo, podrán competir con los demas, pues su calidad es mucho mas superior. Los pescados que se crian en este r. son truchas, barbos y anguilas, las primeras en escaso número, lo demas es abundante, particularmente despues de dos ó tres horas de su orígen, en las que tambien se criaria muchísimo mas, si en el verano no escasearan sus aguas hasta el punto de permitir que los niños se apoderen de dichos pescados.
(Madoz, 1845, pp. 531-532)

## Historia
Durante la guerra civil española, entre el 5 y el 8 de febrero de 1938 el curso del río fue escenario de la batalla de Alfambra.

## Toponimia
El término Alfambra es un topónimo andalusí. Proviene del árabe الحمراء al-Ḥamrāʾ ('la roja'), en alusión a la coloración rojiza de sus aguas debido a su composición mineral, y en contraposición a las aguas blancas del río Guadalaviar, que dan origen al río Turia, al confluir ambos en la ciudad de Teruel.